# Liste der olympischen Medaillengewinner aus Deutschland/R
- Raack, Heinz
Olympische Sommerspiele 1936, (GER): Silbermedaille, Feldhockey „Männer“
- Rabe, Bahne
Olympische Sommerspiele 1988, (FRG): Goldmedaille, Rudern „Achter Männer“
Olympische Sommerspiele 1992, (GER): Bronzemedaille, Rudern „Achter Männer“
- Rabente, Jan Philipp
Olympische Sommerspiele 2012, (GER): Goldmedaille, Feldhockey „Männer“
- Rahimov, Rustam
Olympische Sommerspiele 2004, (GER): Bronzemedaille, Boxen „Fliegengewicht Männer“
- Radach, Helmut
Olympische Sommerspiele 1936, (GER): Bronzemedaille, Rudern „Achter Männer“
- Rademacher, Erich
Olympische Sommerspiele 1928, (GER): Silbermedaille, Schwimmen „200 Meter Brust Männer“
Olympische Sommerspiele 1928, (GER): Goldmedaille, Wasserball „Männer“
Olympische Sommerspiele 1932, (GER): Silbermedaille, Wasserball „Männer“
- Rademacher, Joachim
Olympische Sommerspiele 1928, (GER): Goldmedaille, Wasserball „Männer“
Olympische Sommerspiele 1932, (GER): Silbermedaille, Wasserball „Männer“
- Radke, Lina
Olympische Sommerspiele 1928, (GER): Goldmedaille, Leichtathletik „800 Meter Frauen“
- Radochla, Birgit
Olympische Sommerspiele 1964, (EAU): Silbermedaille, Turnen „Pferdsprung Frauen“
- Radschinsky, Karl-Heinz
Olympische Sommerspiele 1984, (FRG): Goldmedaille, Gewichtheben „Mittelgewicht Männer“
- Radzikowski, Heinz
Olympische Sommerspiele 1956, (EAU): Bronzemedaille, Feldhockey „Männer“
- Ramota, Christian
Olympische Sommerspiele 2004, (GER): Silbermedaille, Handball „Männer“
- Rauch, Felicitas
Olympische Sommerspiele 2024, (GER): Bronzemedaille, Fußball „Frauen“
- Rauhe, Ronald
Olympische Sommerspiele 2000, (GER): Bronzemedaille, Kanurennsport „K2 500 Meter Männer“
Olympische Sommerspiele 2004, (GER): Goldmedaille, Kanurennsport „K2 500 Meter Männer“
Olympische Sommerspiele 2008, (GER): Silbermedaille, Kanurennsport „K2 500 Meter Männer“
Olympische Sommerspiele 2016, (GER): Bronzemedaille, Kanurennsport „K1 200 Meter Männer“
- Rauin, Dirk
Olympische Sommerspiele 1984, (FRG): Silbermedaille, Handball „Männer“
- Rausch, Emil
Olympische Sommerspiele 1904, (GER): Goldmedaille, Schwimmen „880 Yards Freistil Männer“
Olympische Sommerspiele 1904, (GER): Goldmedaille, Schwimmen „1 Meile Freistil Männer“
Olympische Sommerspiele 1904, (GER): Bronzemedaille, Schwimmen „220 Yards Freistil Männer“
- Rebensburg, Viktoria
Olympische Winterspiele 2010, (GER): Goldmedaille, Ski Alpin „Riesenslalom Frauen“
Olympische Winterspiele 2014, (GER): Bronzemedaille, Ski Alpin „Riesenslalom Frauen“
- Reck, Oliver
Olympische Sommerspiele 1988, (FRG): Bronzemedaille, Fußball „Männer“
- Reck, Thomas
Olympische Sommerspiele 1984, (FRG): Silbermedaille, Feldhockey „Männer“
Olympische Sommerspiele 1988, (FRG): Silbermedaille, Feldhockey „Männer“
- Reckermann, Jonas
Olympische Sommerspiele 2012, (GER): Goldmedaille, Beachvolleyball „Männer“
- Recknagel, Helmut
Olympische Winterspiele 1960, (EAU): Goldmedaille, Skispringen „Normalschanze Männer“
- Reiche, Rüdiger
Olympische Sommerspiele 1976, (GDR): Goldmedaille, Rudern „Doppelvierer Männer“
- Reichelt, Rudolf
Olympische Sommerspiele 1912, (GER): Bronzemedaille, Rudern „Achter Männer“
- Reichert, Klaus
Olympische Sommerspiele 1976, (FRG): Goldmedaille, Fechten „Florett Mannschaft Männer“
Olympische Sommerspiele 1984, (FRG): Silbermedaille, Fechten „Florett Mannschaft Männer“
- Reichert, Marie
Olympische Sommerspiele 2024, (GER): Goldmedaille, 3×3-Basketball „Frauen“
- Reichert, Ossi
Olympische Winterspiele 1952, (GER): Silbermedaille, Ski Alpin „Slalom Frauen“
Olympische Winterspiele 1956, (EAU): Goldmedaille, Ski Alpin „Riesenslalom Frauen“
- Reichmann, Tobias
Olympische Sommerspiele 2016, (GER): Bronzemedaille, Handball „Männer“
- Reiher, Hendrik
Olympische Sommerspiele 1988, (GDR): Goldmedaille, Rudern „Vierer mit Steuermann“
Olympische Sommerspiele 1992, (GER): Silbermedaille, Rudern „Vierer mit Steuermann“
- Reimann, Hans-Georg
Olympische Sommerspiele 1972, (GDR): Bronzemedaille, Leichtathletik „20 Kilometer Gehen Männer“
Olympische Sommerspiele 1976, (GDR): Silbermedaille, Leichtathletik „20 Kilometer Gehen Männer“
- Reimer, Daniela
Olympische Sommerspiele 2004, (GER): Silbermedaille, Rudern „Leichtgewicht Doppelzweier Frauen“
- Reimer, Patrick
Olympische Winterspiele 2018, (GER): Silbermedaille, Eishockey „Männer“
- Reindl, Franz
Olympische Winterspiele 1976, (FRG): Bronzemedaille, Eishockey „Männer“
- Reineck, Heidemarie
Olympische Sommerspiele 1968, (FRG): Bronzemedaille, Schwimmen „4-mal-100-Meter-Lagenstaffel Frauen“
Olympische Sommerspiele 1972, (FRG): Bronzemedaille, Schwimmen „4-mal-100-Meter-Lagenstaffel Frauen“
Olympische Sommerspiele 1972, (FRG): Bronzemedaille, Schwimmen „4-mal-100-Meter-Freistilstaffel Frauen“
- Reineck, Thomas
Olympische Sommerspiele 1992, (GER): Goldmedaille, Kanurennsport „K4 1000 Meter Männer“
Olympische Sommerspiele 1996, (GER): Goldmedaille, Kanurennsport „K4 1000 Meter Männer“
- Reinelt, Maximilian
Olympische Sommerspiele 2012, (GER): Goldmedaille, Rudern „Achter Männer“
Olympische Sommerspiele 2016, (GER): Silbermedaille, Rudern Achter „Männer“
- Reinelt, Sascha
Olympische Sommerspiele 2004, (GER): Bronzemedaille, Feldhockey „Männer“
- Reinhardt, Edgar
Olympische Sommerspiele 1936, (GER): Goldmedaille, Handball „Männer“
- Reinhardt, Sybille
Olympische Sommerspiele 1980, (GDR): Goldmedaille, Rudern „Doppelvierer (mit Steuermann) Frauen“
- Reinhardt, Wolfgang
Olympische Sommerspiele 1964, (EAU): Silbermedaille, Leichtathletik „Stabhochsprung Männer“
- Reinisch, Rica
Olympische Sommerspiele 1980, (GDR): Goldmedaille, Schwimmen „100 Meter Rücken Frauen“
Olympische Sommerspiele 1980, (GDR): Goldmedaille, Schwimmen „200 Meter Rücken Frauen“
Olympische Sommerspiele 1980, (GDR): Goldmedaille, Schwimmen „4-mal-100-Meter-Lagenstaffel Frauen“
- Reiter, Ernst
Olympische Winterspiele 1984, (FRG): Bronzemedaille, Biathlon „4-mal-7,5-Kilometer-Staffel Männer“
Olympische Winterspiele 1988, (FRG): Silbermedaille, Biathlon „4-mal-7,5-Kilometer-Staffel Männer“
- Reitz, Christian
Olympische Sommerspiele 2008, (GER): Bronzemedaille, Schießen „Schnellfeuerpistole 25 Meter Männer“
Olympische Sommerspiele 2016, (GER): Goldmedaille, Schießen Schnellfeuerpistole „Männer“
- Reitz, Christopher
Olympische Sommerspiele 1992, (GER): Goldmedaille, Feldhockey „Männer“
- Reitz, Heinrich
Olympische Sommerspiele 1900, (GER): Silbermedaille, Rugby „Männer“
- Rendschmidt, Elsa
Olympische Sommerspiele 1908, (GER): Silbermedaille, Eiskunstlauf „Einzel Frauen“
- Rendschmidt, Max
Olympische Sommerspiele 2016, (GER): Goldmedaille, Kanurennsport „K2 1000 Meter Männer“
Olympische Sommerspiele 2016, (GER): Goldmedaille, Kanurennsport „K4 1000 Meter Männer“
Olympische Sommerspiele 2024, (GER): Goldmedaille, Kanurennsport „K4 500 Meter Männer“
- Renk, Silke
Olympische Sommerspiele 1992, (GER): Goldmedaille, Leichtathletik „Speerwurf Frauen“
- Renneberg, Heinz
Olympische Sommerspiele 1960, (EAU): Goldmedaille, Rudern „Zweier mit Steuermann“
- Renoth, Heidi
Olympische Winterspiele 1998, (GER): Silbermedaille, Snowboard „Riesenslalom“
- Rensch, Katharina
Olympische Sommerspiele 1980, (GDR): Bronzemedaille, Turnen „Mannschaftsmehrkampf Frauen“
- Rensch, René
Olympische Sommerspiele 1988, (GDR): Silbermedaille, Rudern „Zweier mit Steuermann“
- Resch, Alexander
Olympische Winterspiele 2002, (GER): Goldmedaille, Rennrodeln „Zweisitzer Männer“
Olympische Winterspiele 2010, (GER): Bronzemedaille, Rennrodeln „Zweisitzer Männer“
- Reske, Hans-Joachim
Olympische Sommerspiele 1960, (EAU): Silbermedaille, Leichtathletik „4-mal-400-Meter-Staffel Männer“
- Resnitschenko, Wladimir
Olympische Sommerspiele 1992, (GER): Goldmedaille, Fechten „Degen Mannschaft Männer“
- Ressel, Dominic
Olympische Sommerspiele 2020, (GER): Bronzemedaille, Judo „Mannschaft Mixed“
- Rethemeier, Helmut
Olympische Sommerspiele 1976, (FRG): Silbermedaille, Vielseitigkeitsreiten „Mannschaft“
- Reynolds, Kristina
Olympische Sommerspiele 2016, (GER): Bronzemedaille, Feldhockey „Frauen“
- Rich, Michael
Olympische Sommerspiele 1992, (GER): Goldmedaille, Straßenradsport „Mannschaft Männer“
- Richter, Annegret
Olympische Sommerspiele 1972, (FRG): Goldmedaille, Leichtathletik „4-mal-100-Meter-Staffel Frauen“
Olympische Sommerspiele 1976, (FRG): Goldmedaille, Leichtathletik „100 Meter Frauen“
Olympische Sommerspiele 1976, (FRG): Silbermedaille, Leichtathletik „200 Meter Frauen“
Olympische Sommerspiele 1976, (FRG): Silbermedaille, Leichtathletik „4-mal-100-Meter-Staffel Frauen“
- Richter, Detlef
Olympische Winterspiele 1980, (GDR): Bronzemedaille, Bobsport „Viererbob Männer“
- Richter, Dirk
Olympische Sommerspiele 1988, (GDR): Bronzemedaille, Schwimmen „4-mal-100-Meter-Freistilstaffel Männer“
Olympische Sommerspiele 1992, (GER): Bronzemedaille, Schwimmen „4-mal-100-Meter-Freistilstaffel Männer“
- Richter, Frank
Olympische Sommerspiele 1992, (GER): Bronzemedaille, Rudern „Achter Männer“
Olympische Sommerspiele 1996, (GER): Silbermedaille, Rudern „Achter Männer“
- Richter, Heinz
Olympische Sommerspiele 1972, (GDR): Silbermedaille, Bahnradsport „4000-Meter-Mannschaftsverfolgung Männer“
- Richter, Herbert
Olympische Sommerspiele 1972, (GDR): Silbermedaille, Bahnradsport „4000-Meter-Mannschaftsverfolgung Männer“
- Richter, Ilona
Olympische Sommerspiele 1976, (GDR): Goldmedaille, Rudern „Achter Frauen“
Olympische Sommerspiele 1980, (GDR): Goldmedaille, Rudern „Achter Frauen“
- Richter, Julia
Olympische Sommerspiele 2012, (GER): Silbermedaille, Rudern „Doppelvierer Frauen“
- Richter, Kristina
Olympische Sommerspiele 1976, (GDR): Silbermedaille, Handball „Frauen“
Olympische Sommerspiele 1980, (GDR): Bronzemedaille, Handball „Frauen“
- Richter, Ulrike
Olympische Sommerspiele 1976, (GDR): Goldmedaille, Schwimmen „100 Meter Rücken Frauen“
Olympische Sommerspiele 1976, (GDR): Goldmedaille, Schwimmen „200 Meter Rücken Frauen“
Olympische Sommerspiele 1976, (GDR): Goldmedaille, Schwimmen „4-mal-100-Meter-Lagenstaffel Frauen“
- Richtzenhain, Klaus
Olympische Sommerspiele 1956, (EAU): Silbermedaille, Leichtathletik „1500 Meter Männer“
- Rieck, Alfred
Olympische Sommerspiele 1936, (GER): Bronzemedaille, Rudern „Achter Männer“
- Riedel, Dieter
Olympische Sommerspiele 1976, (GDR): Goldmedaille, Fußball „Männer“
- Riedel, Lars
Olympische Sommerspiele 1996, (GER): Goldmedaille, Leichtathletik „Diskuswurf Männer“
Olympische Sommerspiele 2000, (GER): Silbermedaille, Leichtathletik „Diskuswurf Männer“
- Riedel, Petra
Olympische Sommerspiele 1980, (GDR): Bronzemedaille, Schwimmen „100 Meter Rücken Frauen“
- Riederer, Johann
Olympische Sommerspiele 1988, (FRG): Bronzemedaille, Schießen „Luftgewehr Männer“
Olympische Sommerspiele 1992, (GER): Bronzemedaille, Schießen „Luftgewehr Männer“
- Riediger, Hans-Jürgen
Olympische Sommerspiele 1976, (GDR): Goldmedaille, Fußball „Männer“
- Riedle, Karl-Heinz
Olympische Sommerspiele 1988, (FRG): Bronzemedaille, Fußball „Männer“
- Rieger, Adolf
Olympische Sommerspiele 1928, (GER): Silbermedaille, Ringen „griechisch-römischer Stil Halbschwergewicht Männer“
- Riehm, Karl-Hans
Olympische Sommerspiele 1984, (FRG): Silbermedaille, Leichtathletik „Hammerwurf Männer“
- Riekemann, Klaus
Olympische Sommerspiele 1960, (EAU): Goldmedaille, Rudern „Vierer mit Steuermann“
- Riesch, Maria
Olympische Winterspiele 2010, (GER): Goldmedaille, Ski Alpin „Super-Kombination Frauen“
Olympische Winterspiele 2010, (GER): Goldmedaille, Ski Alpin „Slalom Frauen“
Olympische Winterspiele 2014, (GER): Goldmedaille, Ski Alpin „Super-Kombination Frauen“
Olympische Winterspiele 2014, (GER): Silbermedaille, Ski Alpin „Super G Frauen“
- Rießle, Fabian
Olympische Winterspiele 2014, (GER): Silbermedaille, Nordische Kombination „Teamwettbewerb Großschanze Männer“
Olympische Winterspiele 2014, (GER): Bronzemedaille, Nordische Kombination „Gundersen Großschanze Männer“
Olympische Winterspiele 2018, (GER): Silbermedaille, Nordische Kombination „Gundersen Großschanze Männer“
Olympische Winterspiele 2018, (GER): Goldmedaille, Nordische Kombination „Teamwettbewerb Großschanze Männer“
- Rinn, Hans
Olympische Winterspiele 1976, (GDR): Bronzemedaille, Rennrodeln „Einsitzer Männer“
Olympische Winterspiele 1976, (GDR): Goldmedaille, Rennrodeln „Zweisitzer Männer“
Olympische Winterspiele 1980, (GDR): Goldmedaille, Rennrodeln „Zweisitzer Männer“
- Rinne, Fanny
Olympische Sommerspiele 2004, (GER): Goldmedaille, Feldhockey „Frauen“
- Roch, Siegfried
Olympische Sommerspiele 1984, (FRG): Silbermedaille, Handball „Männer“
- Rock, Peter
Olympische Sommerspiele 1964, (EAU): Bronzemedaille, Fußball „Männer“
- Rodewald, Marion
Olympische Sommerspiele 2004, (GER): Goldmedaille, Feldhockey „Frauen“
- Rödiger, Alexander
Olympische Winterspiele 2010, (GER): Silbermedaille, Bobsport „Viererbob Männer“
Olympische Winterspiele 2018, (GER): Silbermedaille, Bobsport „Viererbob Männer“
- Rötsch, Frank-Peter
Olympische Winterspiele 1984, (GDR): Silbermedaille, Biathlon „20 Kilometer Einzel Männer“
Olympische Winterspiele 1988, (GDR): Goldmedaille, Biathlon „10 Kilometer Einzel Männer“
Olympische Winterspiele 1988, (GDR): Goldmedaille, Biathlon „20 Kilometer Einzel Männer“
- Roffeis, Karla
Olympische Sommerspiele 1980, (GDR): Silbermedaille, Volleyball „Frauen“
- Roggensack, Olaf
Olympische Sommerspiele 2020, (GER): Silbermedaille, Rudern „Achter Männer“
- Rohde, Brigitte
Olympische Sommerspiele 1976, (GDR): Goldmedaille, Leichtathletik „4-mal-400-Meter-Staffel Frauen“
- Rohländer, Uta
Olympische Sommerspiele 1996, (GER): Bronzemedaille, Leichtathletik „4-mal-400-Meter-Staffel Frauen“
- Röhle, Peter
Olympische Sommerspiele 1984, (FRG): Bronzemedaille, „Wasserball Männer“
- Röhler, Thomas
Olympische Sommerspiele 2016, (GER): Goldmedaille, Leichtathletik „Speerwurf Männer“
- Rom, Anton
Olympische Sommerspiele 1936, (GER): Goldmedaille, Rudern „Vierer ohne Steuermann“
- Romeike, Hinrich
Olympische Sommerspiele 2008, (GER): Goldmedaille, Vielseitigkeitsreiten „Mannschaft“
Olympische Sommerspiele 2008, (GER): Goldmedaille, Vielseitigkeitsreiten „Einzel“
- Römer, Erich
Olympische Winterspiele 1932, (GER): Bronzemedaille, Eishockey „Männer“
- Rommelmann, Jonathan
Olympische Sommerspiele 2020, (GER): Silbermedaille, Rudern „Leichtgewichts-Doppelzweier Männer“
- Rösch, Eberhard
Olympische Winterspiele 1980, (GDR): Bronzemedaille, Biathlon „20 Kilometer Einzel Männer“
Olympische Winterspiele 1980, (GDR): Silbermedaille, Biathlon „4-mal-7,5-Kilometer-Staffel Männer“
- Roesch, Michael
Olympische Winterspiele 2006, (GER): Goldmedaille, Biathlon „4-mal-7,5-Kilometer-Staffel Männer“
- Rosenbauer, Stefan
Olympische Sommerspiele 1936, (GER): Bronzemedaille, Fechten „Florett Mannschaft Männer“
- Rosenbaum, Werner
Olympische Sommerspiele 1956, (EAU): Bronzemedaille, Feldhockey „Männer“
- Rosenberg, Grete
Olympische Sommerspiele 1912, (GER): Silbermedaille, Schwimmen „4-mal-100-Meter-Freistilstaffel Frauen“
- Rosendahl, Heide
Olympische Sommerspiele 1972, (FRG): Silbermedaille, Leichtathletik „Fünfkampf Frauen“
Olympische Sommerspiele 1972, (FRG): Goldmedaille, Leichtathletik „Weitsprung Frauen“
Olympische Sommerspiele 1972, (FRG): Goldmedaille, Leichtathletik „4-mal-100-Meter-Staffel Frauen“
- Roßkopf, Jörg
Olympische Sommerspiele 1992, (GER): Silbermedaille, Tischtennis „Doppel Männer“
Olympische Sommerspiele 1996, (GER): Bronzemedaille, Tischtennis „Einzel Männer“
- Rossner, Petra
Olympische Sommerspiele 1992, (GER): Goldmedaille, Bahnradsport „3000-Meter-Einzelverfolgung Frauen“
- Rost, Christina
Olympische Sommerspiele 1976, (GDR): Silbermedaille, Handball „Frauen“
Olympische Sommerspiele 1980, (GDR): Bronzemedaille, Handball „Frauen“
- Rost, Klaus
Olympische Sommerspiele 1964, (EAU): Silbermedaille, Ringen „Freistil Leichtgewicht Männer“
- Rost, Peter
Olympische Sommerspiele 1980, (GDR): Goldmedaille, Handball „Männer“
- Röstel, Richard
Olympische Sommerspiele 1896, (GER): Goldmedaille, Turnen „Barren Mannschaft Männer“
Olympische Sommerspiele 1896, (GER): Goldmedaille, Turnen „Reck Mannschaft Männer“
- Rostock, Marlies
Olympische Winterspiele 1980, (GDR): Goldmedaille, Langlauf „4-mal-5-Kilometer-Staffel Frauen“
- Roth, Hella
Olympische Sommerspiele 1984, (FRG): Silbermedaille, Feldhockey „Frauen“
- Roth, Michael
Olympische Sommerspiele 1984, (FRG): Silbermedaille, Handball „Männer“
- Roth, Ulrich
Olympische Sommerspiele 1984, (FRG): Silbermedaille, Handball „Männer“
- Rothe, Otto
Olympische Sommerspiele 1952, (GER): Silbermedaille, Vielseitigkeitsreiten „Mannschaft“
Olympische Sommerspiele 1956, (EAU): Silbermedaille, Vielseitigkeitsreiten „Mannschaft“
- Rothenberger, Sönke
Olympische Sommerspiele 2016, (GER): Goldmedaille, Dressurreiten „Mannschaft“
- Röther, Sabine
Olympische Sommerspiele 1980, (GDR): Bronzemedaille, Handball „Frauen“
- Rott, Wolfgang
Olympische Sommerspiele 1972, (FRG): Goldmedaille, Feldhockey „Männer“
- Rottenberg, Silke
Olympische Sommerspiele 2000, (GER): Bronzemedaille, Fußball „Frauen“
Olympische Sommerspiele 2004, (GER): Bronzemedaille, Fußball „Frauen“
- Rotter-Focken, Aline
Olympische Sommerspiele 2020, (GER): Goldmedaille, Ringen „Freistil Schwergewicht Frauen“
- Ruck, Carl
Olympische Sommerspiele 1936, (GER): Silbermedaille, Feldhockey „Männer“
- Rücker, Anja
Olympische Sommerspiele 1996, (GER): Bronzemedaille, Leichtathletik „4-mal-400-Meter-Staffel Frauen“
- Rückes, Annete
Olympische Sommerspiele 1972, (FRG): Bronzemedaille, Leichtathletik „4-mal-400-Meter-Staffel Frauen“
- Rüdiger, Lars
Olympische Sommerspiele 2020, (GER): Bronzemedaille, Wasserspringen „Synchronspringen 3-Meter-Brett Männer“
- Rudolph, Marco
Olympische Sommerspiele 1992, (GER): Silbermedaille, Boxen „Leichtgewicht Männer“
- Rudolph, Renate
Olympische Sommerspiele 1980, (GDR): Bronzemedaille, Handball „Frauen“
- Rudolph, Thomas
Olympische Winterspiele 1992, (GER): Silbermedaille, Rennrodeln „Zweisitzer Männer“
- Rudwaleit, Bodo
Olympische Sommerspiele 1980, (GDR): Silbermedaille, Fußball „Männer“
- Rühle, Frank
Olympische Sommerspiele 1968, (GDR): Goldmedaille, Rudern „Vierer ohne Steuermann“
Olympische Sommerspiele 1972, (GDR): Goldmedaille, Rudern „Vierer ohne Steuermann“
- Rühr, Christopher
Olympische Sommerspiele 2016, (GER): Bronzemedaille, Feldhockey „Männer“
Olympische Sommerspiele 2024, (GER): Silbermedaille, Feldhockey „Männer“
- Rührold, Ute
Olympische Winterspiele 1972, (GDR): Silbermedaille, Rennrodeln „Einsitzer Frauen“
Olympische Winterspiele 1976, (GDR): Silbermedaille, Rennrodeln „Einsitzer Frauen“
- Rulffs, Manfred
Olympische Sommerspiele 1960, (EAU): Goldmedaille, Rudern „Achter Männer“
- Rund, Cathleen
Olympische Sommerspiele 1996, (GER): Bronzemedaille, Schwimmen „200 Meter Rücken Frauen“
- Runge, Herbert
Olympische Sommerspiele 1936, (GER): Goldmedaille, Boxen „Schwergewicht Männer“
- Runge, Kurt
Olympische Sommerspiele 1912, (GER): Bronzemedaille, Rudern „Achter Männer“
- Rupprath, Thomas
Olympische Sommerspiele 2000, (GER): Bronzemedaille, Schwimmen „4-mal-100-Meter-Lagenstaffel Männer“
Olympische Sommerspiele 2004, (GER): Silbermedaille, Schwimmen „4-mal-100-Meter-Lagenstaffel Männer“
- Rüster, Hugo
Olympische Sommerspiele 1900, (GER): Bronzemedaille, Rudern „Vierer mit Steuermann Männer“
- Rutschow-Stomporowski, Katrin
Olympische Sommerspiele 1996, (GER): Goldmedaille, Rudern „Doppelvierer Frauen“
Olympische Sommerspiele 2000, (GER): Bronzemedaille, Rudern „Einer Frauen“
Olympische Sommerspiele 2004, (GER): Goldmedaille, Rudern „Einer Frauen“
- Rychly, Reinhard
Olympische Sommerspiele 1972, (GDR): Bronzemedaille, Turnen „Zwölfkampf Mannschaft Männer“
- Rydzek, Johannes
Olympische Winterspiele 2010, (GER): Bronzemedaille, Nordische Kombination „Teamwettbewerb Großschanze Männer“
Olympische Winterspiele 2014, (GER): Silbermedaille, Nordische Kombination „Teamwettbewerb Großschanze Männer“
Olympische Winterspiele 2018, (GER): Goldmedaille, Nordische Kombination „Gundersen Großschanze Männer“
Olympische Winterspiele 2018, (GER): Goldmedaille, Nordische Kombination „Teamwettbewerb Großschanze Männer“